# 李靈仙姐塔

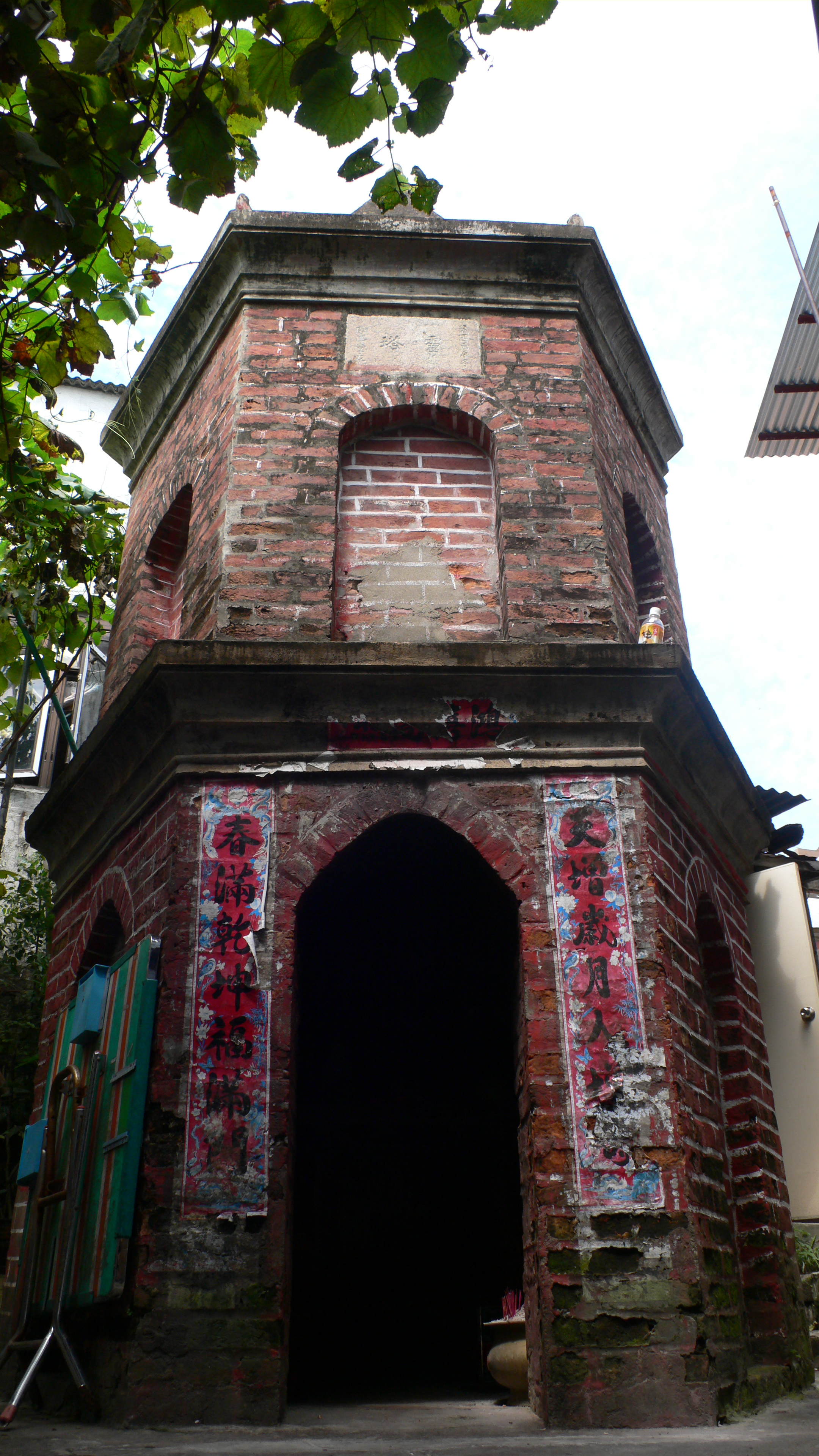
李靈仙姐塔

李靈仙姐塔位於香港南區薄扶林的薄扶林村中，是一座高約5米的靈塔，傳說此塔為紀念一位名為「李靈仙姐」的仙人替薄扶林村降魔伏妖而建的。靈塔約有九十多年的歷史，估計的建築年份為1916年。現時的李靈仙姐塔仍有祭祀活動，但近年正面臨著修葺及保養方面的問題。

## 建築
位於薄扶林村內的李靈仙姐塔雖高約5米，但現時比村內的房屋要矮上一些，所以要找到靈塔最好能得到村內居民的帶路。李靈仙姐的建築年份，唯一的線索為塔上的字樣，上面寫著「民國丙辰冬（即1916年），聯慶堂上」，但同時亦不排除這可能是上一次修葺靈塔的年份。塔分為兩層，全身主要由紅磚所砌成。在地下的一層有一個矮小的入口可供一人進入。六角形的塔身上的每一個塔面均有密封的圓拱形窗戶。靈塔內裡則供有「李靈仙姐神位」。根據《南區風物誌》所述，靈塔的兩旁本立有石獸一雙以增威儀，但現時兩隻石獸的位置已與的記載有所不同。

## 傳說
1. 根據薄扶林村村民的傳說，薄扶林村在很久以前曾有鬼物作祟。村中每晚傳出怪聲，亦傳聞有鬼影出現，屢屢令居民寢食難安。有一晚其中一位居民在夢中遇到一位自稱為「李靈仙姐」的少女答應為村民驅走惡靈。在此夢之後，薄扶林村中的鬼影和怪聲果真就此消失了。於是村民就在村中建了這座李靈仙姐塔一方面作為對李靈仙姐為村民降魔伏妖表原答謝，另一方面也希望以後能夠藉著李靈仙姐的神力去鎮撫四方的邪污鬼物，以保村民的平安。
2. 根據薄扶林村村民表示全香港只有薄扶林村供奉李靈仙姐，在百幾二百年前，村民知識水平貧乏，有病痛者皆以祈福問米方法去治病。當年有一位道士會替村子祈福治病，他會找一位女子名叫李靈，透過作法及「上身」，由女子替村民化解病痛，並會通告村民所謂何事。直至道士去世後，村民為紀念李靈的幫助，夾錢籌建一座李靈仙姐塔作為紀念。訂每年(農曆)四月十五日為李靈仙姐誔，每年村民會做大戲去慶賀，場面盛大；時而世易，賀誔已告式微，現時村民每年仍有供奉儀式，以簡單的祭品及香燭去拜祭。由於李靈仙姐是唯一村內供奉的神靈，因此薄扶林村舞火龍都會拜訪此塔以作謝意。

## 祭祀
薄扶林村村民會於每年農曆四月十五，即李靈仙姐的誕辰慶祝。在平日時亦會有村民前來靈塔向李靈仙姐的神位上香。而每逢過年過節，以及一年一度的中秋舞火龍之前，李靈仙姐塔前都會有祭祀儀式。

## 現況
約有九十多年的歷史的李靈仙姐塔已經十分殘破，村民本有籌款重建之意，但在問杯時未能得到勝杯，故此村民認為此乃神靈不同意將靈塔重修，所以重建的計劃就此告吹。而在靈塔的保養方面在某程度說也可說是強差人意，由於自身的高度關係，靈塔已日漸被薄扶林村內四周的房屋重重包圍，若非有人帶路也很難找到正確位置。此外，原先李靈仙姐塔旁的兩隻石獸雖也有香火供奉，但都已不是安放於塔身兩旁，而是被放在靈塔旁的房屋的牆下，其中一隻石獸的身上更被覆上水泥，已經難以回復成石獸初被製成的樣子。此外，靈塔的入口處的兩邊曾書有對聯，左聯為「靈恩浩蕩物阜民安」，右聯則為「李德巍峩地靈人傑」，而現時的靈塔入口處更被黏上另一套春聯，上聯為「天增歲月人增壽」，下聯則為「春滿乾坤福滿門」。